# Ristisenjärvi
Ristisenjärvi är en sjö i Finland. Den ligger i kommunen Kärsämäki i landskapet Norra Österbotten, i den centrala delen av landet, 400 km norr om huvudstaden Helsingfors. Ristisenjärvi ligger 121,3 meter över havet.'LMV'/> I omgivningarna runt Ristisenjärvi växer i huvudsak blandskog. Arean är 29,9 hektar och strandlinjen är 3,95 kilometer lång. Sjön  ingår i Siikajokis huvudavrinningsområde. 